# Craig Cathcart
Craig George Cathcart (Belfast, 6 febbraio 1989) è un ex calciatore nordirlandese, di ruolo difensore.

## Carriera

### Club

#### Gli inizi
Viene scoperto dal Manchester Utd all'età di 16 anni dal St Andrew's Boys' Club e viene inserito nel settore giovanile. A causa di un infortunio ricorso a Nemanja Vidić riceve la prima convocazione nella squadra maggiore per la partita di FA Cup contro il Middlesbrough, e successivamente nelle partite contro Roma, Watford e Sheffield Utd senza però mai esordire.

#### I vari prestiti
Nell'estate 2007 viene ceduto in prestito per la stagione 2007-2008 all'Anversa per acquisire esperienza. Debutta con i belgi il 22 settembre 2007, in una gara contro il Charleroi, mentre la giornata successiva, giocata contro il Kortrijk, metterà a segno la sua prima rete. Craig conclude la sua stagione con un bottino di 13 presenze e 2 reti.
Nell'anno successivo passa, sempre in prestito, al Plymouth dove fa ancora più esperienza, ben 30 presenze condite con 1 gol.
Il ritorno al Manchester United è subito ottimo, infatti gioca entrambe le partite del torneo estivo Audi Cup contro squadre del calibro di Boca Juniors e Bayern Monaco. Però, anche per questa stagione, viene ceduto in prestito ad un'altra squadra della Championship, il Watford, squadra con cui gioca 12 volte in campionato.

#### Blackpool
L'11 agosto 2010 Cathcart firma un contratto triennale con il Blackpool, squadra neo-promossa in Premier League. Tre giorni dopo, in una gara vinta per 4-0 in casa del Wigan, fa il proprio debutto con la maglia dei Seasiders. Il 25 gennaio 2011 mette a segno la sua prima rete in massima divisione inglese in una gara contro il Manchester United, sua ex squadra, aprendo le marcature dell'incontro dopo 15 minuti di gioco. La gara è poi terminata per 3-2 in favore dei Red Devils.

#### Watford
Il 24 giugno 2014 viene annunciato il suo acquisto da parte del Watford; il giocatore firma un contratto biennale con decorrenza dal 1º luglio dello stesso anno. Torna a vestire la maglie delle Hornets il 20 settembre 2014, in una gara contro il Bournemouth, dove tra l'altro metterà a segno la rete decisiva perilpareggio della propria squadra. Termina la sua prima annata con 30 presenze e 3 reti e con la propria squadra promossa in Premier League. Il 2 luglio rinnova il proprio contratto con il club per altri quattro anni.
L'8 agosto 2015 torna a giocare una gara ufficiale di Premier League dopo circa 5 anni, giocando da titolare la gara contro l'Everton. Durante la stagione, si rivelerà essere un giocatore molto versatile, arrivando al punto di diventare punto inamovibile dell'undici titolare. Il 23 gennaio 2016, in un match contro il Newcastle, mette a segno la sua rima rete in massima divisione. Termina la stagione con 40 presenze complessive.
L'annata seguente sarà condizionata principalmente da un'ernia inguinale che lo terrà fuori per circa tre mesi. Dopo essere tornato in campo recupererà velocemente minutaggio, salvo poi non venire più convocato per le ultime gare di stagione. Termina la stagione 2016-2017 con solo 16 presenze. Ad essergli particolarmente sfortunata sarà l'annata successiva, in cui il giocatore sarà vittima di un infortunio al ginocchio che lo terrà fuori dal campo per quasi tutta la stagione.
Durante l'annata 2018-2019 Cathcart sarà reduce di prestazioni al di sopra delle aspettative. Il 2 settembre 2018, alla quarta giornata di campionato contro il Tottenham, torna al gol con le Hornets. Si ripete il 12 gennaio 2019, in una vittoria in casa del Crystal Palace. Termina la stagione con 41 presenze e 3 reti.
Nella stagione seguente, il giocatore affronterà la sua seconda retrocessione in Championship in carriera, prima di tornare immediatamente in Premier League la stagione dopo. Dopo un'altra promozione e una nuova retrocessione, il 30 giugno 2023 dà il proprio addio al Watford dopo 9 stagioni consecutive.

#### Ritorno in Belgio e ritiro
Il 5 settembre 2023 firma per i belgi del Kortrijk. Tuttavia, il 21 settembre seguente decide di ritirarsi definitivamente dalle attività agonistiche senza aver neppure giocato una gara ufficiale con il suo nuovo club. In un'intervista rilasciata alla BBC, motiva il suo ritiro affermando di aver perso tutti i propri stimoli per poter proseguire la propria carriera agonistica.

### Nazionale
Viene convocato a 17 anni nella Nazionale Under-21; successivamente esordisce con la Nazionale maggiore nel 2010, venendo poi convocato per gli Europei 2016, disputatisi in Francia.

## Statistiche

### Presenze e reti nei club
| Stagione         | Squadra          | Campionato       | Campionato | Campionato | Coppe nazionali | Coppe nazionali | Coppe nazionali | Coppe continentali | Coppe continentali | Coppe continentali | Altre coppe | Altre coppe | Altre coppe | Totale | Totale | Totale |
| Stagione         | Squadra          | Comp             | Pres       | Reti       | Comp            | Pres            | Reti            | Comp               | Pres               | Reti               | Comp        | Pres        | Reti        | Pres   | Reti   |        |
| ---------------- | ---------------- | ---------------- | ---------- | ---------- | --------------- | --------------- | --------------- | ------------------ | ------------------ | ------------------ | ----------- | ----------- | ----------- | ------ | ------ | ------ |
| 2007-2008        | Anversa          | TK               | 13         | 2          | CB              | 0               | 0               | -                  | -                  | -                  | -           | -           | -           | 13     | 2      |        |
| 2008-2009        | Plymouth         | FLC              | 31         | 1          | FACup+CdL       | 1+1             | 0               | -                  | -                  | -                  | -           | -           | -           | 33     | 1      |        |
| 2009-2010        | Watford          | FLC              | 12         | 0          | FACup+CdL       | 0               | 0               | -                  | -                  | -                  | -           | -           | -           | 12     | 0      |        |
| 2010-2011        | Blackpool        | PL               | 30         | 1          | FACup+CdL       | 0               | 0               | -                  | -                  | -                  | -           | -           | -           | 30     | 1      |        |
| 2011-2012        | Blackpool        | FLC              | 27         | 0          | FACup+CdL       | 2+0             | 0               | -                  | -                  | -                  | -           | -           | -           | 29     | 0      |        |
| 2012-2013        | Blackpool        | FLC              | 25         | 1          | FACup+CdL       | 1+0             | 0               | -                  | -                  | -                  | -           | -           | -           | 26     | 1      |        |
| 2013-2014        | Blackpool        | FLC              | 30         | 1          | FACup+CdL       | 1+1             | 0               | -                  | -                  | -                  | -           | -           | -           | 32     | 1      |        |
| Totale Blackpool | Totale Blackpool | Totale Blackpool | 112        | 3          |                 | 5               | -               |                    | -                  | -                  |             | -           | -           | 117    | 2      |        |
| 2014-2015        | Watford          | FLC              | 29         | 3          | FACup+CdL       | 1+0             | 0               | -                  | -                  | -                  | -           | -           | -           | 30     | 3      |        |
| 2015-2016        | Watford          | PL               | 35         | 1          | FACup+CdL       | 5+0             | 0               | -                  | -                  | -                  | -           | -           | -           | 40     | 1      |        |
| 2016-2017        | Watford          | PL               | 15         | 0          | FACup+CdL       | 1+0             | 0               | -                  | -                  | -                  | -           | -           | -           | 16     | 0      |        |
| 2017-2018        | Watford          | PL               | 7          | 0          | FACup+CdL       | 0               | 0               | -                  | -                  | -                  | -           | -           | -           | 7      | 0      |        |
| 2018-2019        | Watford          | PL               | 36         | 3          | FACup+CdL       | 4+1             | 0               | -                  | -                  | -                  | -           | -           | -           | 41     | 3      |        |
| 2019-2020        | Watford          | PL               | 29         | 0          | FACup+CdL       | 0+1             | 0               | -                  | -                  | -                  | -           | -           | -           | 30     | 0      |        |
| 2020-2021        | Watford          | FLC              | 25         | 1          | FACup+CdL       | 0               | 0               | -                  | -                  | -                  | -           | -           | -           | 25     | 1      |        |
| 2021-2022        | Watford          | PL               | 31         | 0          | FACup+CdL       | 1+0             | 0               | -                  | -                  | -                  | -           | -           | -           | 32     | 0      |        |
| 2022-2023        | Watford          | FLC              | 28         | 0          | FACup+CdL       | 0+1             | 0+0             | -                  | -                  | -                  | -           | -           | -           | 29     | 0      |        |
| Totale Watford   | Totale Watford   | Totale Watford   | 247        | 8          |                 | 15              | 0               |                    | -                  | -                  |             | -           | -           | 262    | 8      |        |
| set. 2023        | Kortrijk         | D1               | 0          | 0          | CB              | 0               | 0               | -                  | -                  | -                  | -           | -           | -           | 0      | 0      |        |
| Totale carriera  | Totale carriera  | Totale carriera  | 403        | 14         |                 | 22              | 0               |                    | -                  | -                  |             | -           | -           | 425    | 14     |        |

### Cronologia presenze e reti in nazionale
| Cronologia completa delle presenze e delle reti in nazionale ― Irlanda del Nord | Cronologia completa delle presenze e delle reti in nazionale ― Irlanda del Nord | Cronologia completa delle presenze e delle reti in nazionale ― Irlanda del Nord | Cronologia completa delle presenze e delle reti in nazionale ― Irlanda del Nord | Cronologia completa delle presenze e delle reti in nazionale ― Irlanda del Nord | Cronologia completa delle presenze e delle reti in nazionale ― Irlanda del Nord | Cronologia completa delle presenze e delle reti in nazionale ― Irlanda del Nord | Cronologia completa delle presenze e delle reti in nazionale ― Irlanda del Nord |
| Data                                                                            | Città                                                                           | In casa                                                                         | Risultato                                                                       | Ospiti                                                                          | Competizione                                                                    | Reti                                                                            | Note                                                                            |
| ------------------------------------------------------------------------------- | ------------------------------------------------------------------------------- | ------------------------------------------------------------------------------- | ------------------------------------------------------------------------------- | ------------------------------------------------------------------------------- | ------------------------------------------------------------------------------- | ------------------------------------------------------------------------------- | ------------------------------------------------------------------------------- |
| 3-9-2010                                                                        | Maribor                                                                         | Slovenia                                                                        | 0 – 1                                                                           | Irlanda del Nord                                                                | Qual. Euro 2012                                                                 | -                                                                               |                                                                                 |
| 25-3-2011                                                                       | Belgrado                                                                        | Serbia                                                                          | 2 – 1                                                                           | Irlanda del Nord                                                                | Qual. Euro 2012                                                                 | -                                                                               |                                                                                 |
| 29-3-2011                                                                       | Belfast                                                                         | Irlanda del Nord                                                                | 0 – 0                                                                           | Slovenia                                                                        | Qual. Euro 2012                                                                 | -                                                                               |                                                                                 |
| 24-5-2011                                                                       | Dublino                                                                         | Irlanda                                                                         | 5 – 0                                                                           | Irlanda del Nord                                                                | Amichevole                                                                      | -                                                                               |                                                                                 |
| 27-5-2011                                                                       | Dublino                                                                         | Galles                                                                          | 2 – 0                                                                           | Irlanda del Nord                                                                | Amichevole                                                                      | -                                                                               | 62’                                                                             |
| 10-8-2011                                                                       | Belfast                                                                         | Irlanda del Nord                                                                | 4 – 0                                                                           | Fær Øer                                                                         | Qual. Euro 2012                                                                 | -                                                                               |                                                                                 |
| 2-9-2011                                                                        | Lurgan                                                                          | Irlanda del Nord                                                                | 0 – 1                                                                           | Serbia                                                                          | Qual. Euro 2012                                                                 | -                                                                               |                                                                                 |
| 6-9-2011                                                                        | Tallinn                                                                         | Estonia                                                                         | 4 – 1                                                                           | Irlanda del Nord                                                                | Qual. Euro 2012                                                                 | -                                                                               |                                                                                 |
| 7-10-2011                                                                       | Belfast                                                                         | Irlanda del Nord                                                                | 1 – 2                                                                           | Estonia                                                                         | Qual. Euro 2012                                                                 | -                                                                               | 76’                                                                             |
| 15-8-2012                                                                       | Lurgan                                                                          | Irlanda del Nord                                                                | 3 – 3                                                                           | Finlandia                                                                       | Amichevole                                                                      | -                                                                               |                                                                                 |
| 7-9-2012                                                                        | Mosca                                                                           | Russia                                                                          | 2 – 0                                                                           | Irlanda del Nord                                                                | Qual. Mondiali 2014                                                             | -                                                                               | 77’                                                                             |
| 16-10-2012                                                                      | Oporto                                                                          | Portogallo                                                                      | 1 – 1                                                                           | Irlanda del Nord                                                                | Qual. Mondiali 2014                                                             | -                                                                               |                                                                                 |
| 14-12-2012                                                                      | Belfast                                                                         | Irlanda del Nord                                                                | 1 – 1                                                                           | Azerbaigian                                                                     | Qual. Mondiali 2014                                                             | -                                                                               | 81’                                                                             |
| 6-9-2013                                                                        | Attard                                                                          | Malta                                                                           | 0 – 0                                                                           | Irlanda del Nord                                                                | Amichevole                                                                      | -                                                                               | 45’                                                                             |
| 14-8-2013                                                                       | Belfast                                                                         | Irlanda del Nord                                                                | 1 – 0                                                                           | Russia                                                                          | Qual. Mondiali 2014                                                             | -                                                                               |                                                                                 |
| 11-10-2013                                                                      | Baku                                                                            | Azerbaigian                                                                     | 2 – 0                                                                           | Irlanda del Nord                                                                | Qual. Mondiali 2014                                                             | -                                                                               |                                                                                 |
| 15-10-2013                                                                      | Ramat Gan                                                                       | Israele                                                                         | 1 – 1                                                                           | Irlanda del Nord                                                                | Qual. Mondiali 2014                                                             | -                                                                               | 86’                                                                             |
| 5-3-2014                                                                        | Nicosia                                                                         | Cipro                                                                           | 0 – 0                                                                           | Irlanda del Nord                                                                | Amichevole                                                                      | -                                                                               |                                                                                 |
| 7-9-2014                                                                        | Budapest                                                                        | Ungheria                                                                        | 1 – 2                                                                           | Irlanda del Nord                                                                | Qual. Euro 2016                                                                 | -                                                                               | 72’                                                                             |
| 31-5-2015                                                                       | Crewe                                                                           | Irlanda del Nord                                                                | 1 – 1                                                                           | Qatar                                                                           | Amichevole                                                                      | -                                                                               |                                                                                 |
| 13-6-2015                                                                       | Belfast                                                                         | Irlanda del Nord                                                                | 0 – 0                                                                           | Romania                                                                         | Qual. Euro 2016                                                                 | -                                                                               | 79’                                                                             |
| 8-10-2015                                                                       | Belfast                                                                         | Irlanda del Nord                                                                | 3 – 1                                                                           | Grecia                                                                          | Qual. Euro 2016                                                                 | -                                                                               |                                                                                 |
| 11-10-2015                                                                      | Helsinki                                                                        | Finlandia                                                                       | 1 – 1                                                                           | Irlanda del Nord                                                                | Qual. Euro 2016                                                                 | 1                                                                               |                                                                                 |
| 13-11-2015                                                                      | Belfast                                                                         | Irlanda del Nord                                                                | 1 – 0                                                                           | Lettonia                                                                        | Amichevole                                                                      | -                                                                               |                                                                                 |
| 24-3-2016                                                                       | Cardiff                                                                         | Galles                                                                          | 1 – 1                                                                           | Irlanda del Nord                                                                | Amichevole                                                                      | 1                                                                               |                                                                                 |
| 28-3-2016                                                                       | Belfast                                                                         | Irlanda del Nord                                                                | 1 – 0                                                                           | Slovenia                                                                        | Amichevole                                                                      | -                                                                               |                                                                                 |
| 27-5-2016                                                                       | Belfast                                                                         | Irlanda del Nord                                                                | 3 – 0                                                                           | Bielorussia                                                                     | Amichevole                                                                      | -                                                                               |                                                                                 |
| 4-6-2016                                                                        | Trnava                                                                          | Slovacchia                                                                      | 0 – 0                                                                           | Irlanda del Nord                                                                | Amichevole                                                                      | -                                                                               | 30’                                                                             |
| 12-6-2016                                                                       | Nizza                                                                           | Polonia                                                                         | 1 – 0                                                                           | Irlanda del Nord                                                                | Euro 2016 - 1º Turno                                                            | -                                                                               | 69’                                                                             |
| 16-6-2016                                                                       | Lione                                                                           | Ucraina                                                                         | 0 – 2                                                                           | Irlanda del Nord                                                                | Euro 2016 - 1º Turno                                                            | -                                                                               |                                                                                 |
| 21-6-2016                                                                       | Parigi                                                                          | Irlanda del Nord                                                                | 0 – 1                                                                           | Germania                                                                        | Euro 2016 - 1º Turno                                                            | -                                                                               |                                                                                 |
| 25-6-2016                                                                       | Parigi                                                                          | Galles                                                                          | 1 – 0                                                                           | Irlanda del Nord                                                                | Euro 2016 - Ottavi di finale                                                    | -                                                                               |                                                                                 |
| 26-3-2017                                                                       | Belfast                                                                         | Irlanda del Nord                                                                | 2 – 0                                                                           | Norvegia                                                                        | Qual. Mondiali 2018                                                             | -                                                                               |                                                                                 |
| 24-3-2018                                                                       | Belfast                                                                         | Irlanda del Nord                                                                | 2 – 1                                                                           | Corea del Sud                                                                   | Amichevole                                                                      | -                                                                               | 68’                                                                             |
| 30-5-2018                                                                       | Panama                                                                          | Panama                                                                          | 0 – 0                                                                           | Irlanda del Nord                                                                | Amichevole                                                                      | -                                                                               |                                                                                 |
| 3-6-2018                                                                        | San José                                                                        | Costa Rica                                                                      | 3 – 0                                                                           | Irlanda del Nord                                                                | Amichevole                                                                      | -                                                                               | 73’                                                                             |
| 8-9-2018                                                                        | Belfast                                                                         | Irlanda del Nord                                                                | 1 – 2                                                                           | Bosnia ed Erzegovina                                                            | UEFA Nations League 2018-2019                                                   | -                                                                               |                                                                                 |
| 11-9-2018                                                                       | Belfast                                                                         | Irlanda del Nord                                                                | 3 – 0                                                                           | Israele                                                                         | Amichevole                                                                      | -                                                                               |                                                                                 |
| 12-10-2018                                                                      | Vienna                                                                          | Austria                                                                         | 1 – 0                                                                           | Irlanda del Nord                                                                | UEFA Nations League 2018-2019                                                   | -                                                                               |                                                                                 |
| 15-10-2018                                                                      | Sarajevo                                                                        | Bosnia ed Erzegovina                                                            | 2 – 0                                                                           | Irlanda del Nord                                                                | UEFA Nations League 2018-2019                                                   | -                                                                               |                                                                                 |
| 15-11-2018                                                                      | Dublino                                                                         | Irlanda                                                                         | 0 – 0                                                                           | Irlanda del Nord                                                                | Amichevole                                                                      | -                                                                               |                                                                                 |
| 21-3-2019                                                                       | Belfast                                                                         | Irlanda del Nord                                                                | 2 – 0                                                                           | Estonia                                                                         | Qual. Euro 2020                                                                 | -                                                                               |                                                                                 |
| 24-3-2019                                                                       | Belfast                                                                         | Irlanda del Nord                                                                | 2 – 1                                                                           | Bielorussia                                                                     | Qual. Euro 2020                                                                 | -                                                                               |                                                                                 |
| 8-6-2019                                                                        | Tallinn                                                                         | Estonia                                                                         | 1 – 2                                                                           | Irlanda del Nord                                                                | Qual. Euro 2020                                                                 | -                                                                               |                                                                                 |
| 11-6-2019                                                                       | Barysaŭ                                                                         | Bielorussia                                                                     | 0 – 1                                                                           | Irlanda del Nord                                                                | Qual. Euro 2020                                                                 | -                                                                               |                                                                                 |
| 9-9-2019                                                                        | Belfast                                                                         | Irlanda del Nord                                                                | 0 – 2                                                                           | Germania                                                                        | Qual. Euro 2020                                                                 | -                                                                               |                                                                                 |
| 10-10-2019                                                                      | Rotterdam                                                                       | Paesi Bassi                                                                     | 3 – 1                                                                           | Irlanda del Nord                                                                | Qual. Euro 2020                                                                 | -                                                                               |                                                                                 |
| 14-10-2019                                                                      | Praga                                                                           | Rep. Ceca                                                                       | 2 – 3                                                                           | Irlanda del Nord                                                                | Amichevole                                                                      | -                                                                               |                                                                                 |
| 16-11-2019                                                                      | Belfast                                                                         | Irlanda del Nord                                                                | 0 – 0                                                                           | Paesi Bassi                                                                     | Qual. Euro 2020                                                                 | -                                                                               |                                                                                 |
| 19-11-2019                                                                      | Francoforte                                                                     | Germania                                                                        | 6 – 1                                                                           | Irlanda del Nord                                                                | Qual. Euro 2020                                                                 | -                                                                               |                                                                                 |
| 4-9-2020                                                                        | Bucarest                                                                        | Romania                                                                         | 1 – 1                                                                           | Irlanda del Nord                                                                | UEFA Nations League 2020-2021                                                   | -                                                                               |                                                                                 |
| 7-9-2020                                                                        | Belfast                                                                         | Irlanda del Nord                                                                | 1 – 5                                                                           | Norvegia                                                                        | UEFA Nations League 2020-2021                                                   | -                                                                               | 69’                                                                             |
| 8-10-2020                                                                       | Sarajevo                                                                        | Bosnia ed Erzegovina                                                            | 1 – 1 (4 - 5 dtr)                                                               | Irlanda del Nord                                                                | Qual. Euro 2020                                                                 | -                                                                               |                                                                                 |
| 11-10-2020                                                                      | Belfast                                                                         | Irlanda del Nord                                                                | 0 – 1                                                                           | Austria                                                                         | UEFA Nations League 2020-2021                                                   | -                                                                               |                                                                                 |
| 12-11-2020                                                                      | Belfast                                                                         | Irlanda del Nord                                                                | 1 – 2 dts                                                                       | Slovacchia                                                                      | Qual. Euro 2020                                                                 | -                                                                               | 99’                                                                             |
| 15-11-2020                                                                      | Vienna                                                                          | Austria                                                                         | 2 – 1                                                                           | Irlanda del Nord                                                                | UEFA Nations League 2020-2021                                                   | -                                                                               | 83’                                                                             |
| 18-11-2020                                                                      | Belfast                                                                         | Irlanda del Nord                                                                | 1 – 1                                                                           | Romania                                                                         | UEFA Nations League 2020-2021                                                   | -                                                                               |                                                                                 |
| 25-3-2021                                                                       | Parma                                                                           | Italia                                                                          | 2 – 0                                                                           | Irlanda del Nord                                                                | Qual. Mondiali 2022                                                             | -                                                                               |                                                                                 |
| 31-3-2021                                                                       | Belfast                                                                         | Irlanda del Nord                                                                | 0 – 0                                                                           | Bulgaria                                                                        | Qual. Mondiali 2022                                                             | -                                                                               |                                                                                 |
| 30-5-2021                                                                       | Klagenfurt                                                                      | Malta                                                                           | 0 – 3                                                                           | Irlanda del Nord                                                                | Amichevole                                                                      | -                                                                               |                                                                                 |
| 3-6-2021                                                                        | Dnipro                                                                          | Ucraina                                                                         | 1 – 0                                                                           | Irlanda del Nord                                                                | Amichevole                                                                      | -                                                                               |                                                                                 |
| 2-9-2021                                                                        | Vilnius                                                                         | Lituania                                                                        | 1 – 4                                                                           | Irlanda del Nord                                                                | Qual. Mondiali 2022                                                             | -                                                                               |                                                                                 |
| 8-9-2021                                                                        | Belfast                                                                         | Irlanda del Nord                                                                | 0 – 0                                                                           | Bulgaria                                                                        | Qual. Mondiali 2022                                                             | -                                                                               |                                                                                 |
| 9-10-2021                                                                       | Carouge                                                                         | Svizzera                                                                        | 2 – 0                                                                           | Irlanda del Nord                                                                | Qual. Mondiali 2022                                                             | -                                                                               |                                                                                 |
| 12-10-2021                                                                      | Sofia                                                                           | Bulgaria                                                                        | 2 – 1                                                                           | Irlanda del Nord                                                                | Qual. Mondiali 2022                                                             | -                                                                               |                                                                                 |
| 12-11-2021                                                                      | Belfast                                                                         | Irlanda del Nord                                                                | 1 – 0                                                                           | Lituania                                                                        | Qual. Mondiali 2022                                                             | -                                                                               |                                                                                 |
| 14-11-2021                                                                      | Belfast                                                                         | Irlanda del Nord                                                                | 0 – 0                                                                           | Italia                                                                          | Qual. Mondiali 2022                                                             | -                                                                               |                                                                                 |
| 25-3-2022                                                                       | Lussemburgo                                                                     | Lussemburgo                                                                     | 1 – 3                                                                           | Irlanda del Nord                                                                | Amichevole                                                                      | -                                                                               |                                                                                 |
| 29-3-2022                                                                       | Belfast                                                                         | Irlanda del Nord                                                                | 0 – 1                                                                           | Ungheria                                                                        | Amichevole                                                                      | -                                                                               | 27’                                                                             |
| 23-3-2023                                                                       | Serravalle                                                                      | San Marino                                                                      | 0 – 2                                                                           | Irlanda del Nord                                                                | Qual. Euro 2024                                                                 | -                                                                               | Cap.                                                                            |
| 26-3-2023                                                                       | Belfast                                                                         | Irlanda del Nord                                                                | 0 – 1                                                                           | Finlandia                                                                       | Qual. Euro 2024                                                                 | -                                                                               | Cap.                                                                            |
| 19-6-2023                                                                       | Belfast                                                                         | Irlanda del Nord                                                                | 0 – 1                                                                           | Kazakistan                                                                      | Qual. Euro 2024                                                                 | -                                                                               |                                                                                 |
| 7-9-2023                                                                        | Lubiana                                                                         | Slovenia                                                                        | 4 – 2                                                                           | Irlanda del Nord                                                                | Qual. Euro 2024                                                                 | -                                                                               | 20’ 76’                                                                         |
| Totale                                                                          |                                                                                 | Presenze                                                                        | 73                                                                              |                                                                                 | Reti                                                                            | 2                                                                               |                                                                                 |

## Palmarès

### Club

#### Competizioni nazionali
- Campionato inglese: 1

Manchester United: 2006-2007